# David Lillemägi
David Lillemägi, född 1987 i Kristinehamn, är en svensk journalist och TV-producent. 
Lillemägi har varit tv-krönikör på tidningen Expressen och nyhetschef på samma tidning. Han har även arbetat som tv-producent på TV4 med bland annat program som GW:s mord, Idol, Let's Dance och Love Island Sverige men är nu exekutiv producent på Spotify för podcasts som Spotify Dok och Äkta hela vägen.[källa behövs]